# Laly
Pour les articles homonymes, voir Laly (homonymie) et Valade.
 (janvier 2018).
Si vous disposez d'ouvrages ou d'articles de référence ou si vous connaissez des sites web de qualité traitant du thème abordé ici, merci de compléter l'article en donnant les références utiles à sa vérifiabilité et en les liant à la section « Notes et références ».
Nelly Vallade, dite Laly, née le 23 avril 1981 à Bordeaux, est une ancienne candidate de téléréalité, actrice, réalisatrice et productrice de films pornographiques française.

## Biographie
Laly obtient son baccalauréat et entame une carrière de modèle à 18 ans, puis à 23 ans entre dans la Police nationale en tant qu'adjointe de sécurité. Elle travaille dans une brigade de nuit pendant trois ans. Elle participe à une émission de téléréalité durant l’été 2007, Secret Story 1, avec ce secret : policière et stripteaseuse. En 2008, elle réalise un film X, Story Of Laly chez Marc Dorcel puis réalise Laly’s Angels, sorti le 5 mai 2010, et Secrets of Laly en 2012. Laly ne fait des scènes hétérosexuelles qu'avec son mari.
Elle est invitée au festival de Cannes pour faire la promotion de ses deux premiers films[réf. nécessaire].
En 2011, elle devient DJ avec la tournée Ange ou démon DJ tour et sort un single, You and I sous le nom de LALY DJ, en collaboration avec la chanteuse Kaïka, le DJ Benjamin Franklin et le compositeur Mickael Winter. Cette même année Laly quitte la France et s'installe aux États-Unis, à Las Vegas, d'où elle continue à produire ses films et gère son propre site web. Elle rejoint l'agence « L.A Direct » et participe à quelques films.
En février 2013, elle est choisie par le magazine Penthouse comme femme du mois, et continue d'apparaître régulièrement dans la presse française. Elle est d'ailleurs celle qui a le plus posé pour le magazine Newlook, avec six couvertures, dépassant ainsi le record détenu par Pamela Anderson[réf. nécessaire]. Cette même année Laly crée le « buzz » en compagnie du DJ Bob Sinclar en réalisant une vidéo virale pour les élections du magazine DJ Mag. La vidéo est visionnée plus d'un million de fois et est relayée par plus d'une centaine de sites web dans de nombreux pays. Il existe deux versions de cette vidéo, une version « soft » pour les réseaux sociaux courants et une version « topless », qui est uniquement visible sur le site de Laly.
En avril et septembre 2013, Laly est ambassadrice de Penthouse USA aux salons du MIPCOM et du MIPTV.
Cette même année elle réalise plusieurs films en 3D pour la société Penthouse USA.
En 2014, elle se lance dans la production de plusieurs longs métrages pornographiques, qu'elle tourne en partie aux États-Unis et en Europe. Elle défend sa vision de la pornographie, qui se veut plus accessible aux couples et aux femmes.
En 2015 Laly s'installe à Barcelone et crée une société de production audiovisuelle, Kodama Europe SL et produit des programmes de télévision mainstream pour la chaîne de télévision Enorme tv.
En 2016 elle produit du contenu pour le Network Pornpros et réalise plusieurs productions pour le label JM Elite.
Cette même année elle complète une formation de professeur de Yoga Ashtanga et obtient le certificat de "Yoga Alliance" de l'école de Gérald Disse et Linda Muro à Paris.
Début 2017, elle lance son nouveau site officiel. En 2025, elle sort un livre intitulé :" Une Française à Vegas - L'histoire secrète de Laly, policière et artiste du strip" aux éditions Michel Lafon.

## Filmographie

### Actrice
- 2008 : Story of Laly de Marc Dorcel
- 2010 : Laly's Angels de Laly
- 2011 : Bangkok Connection de Max Bellocchio (Paru le 1er juin 2011)
- 2012 : Secrets of Laly de Laly
- 2012 : Haunted Desires de François Clousot (Penthouse USA)
- 2012 : Lesbian Sitters - Girlfriend Films
- 2013 : Erotic Blends 2 de Kathryn Annelle (Triangle Films)
- 2013 : Real Sex Stories de Laly (paru chez Paradise Films)
- 2013 : My Hungarian Girlfriend de Laly (film en 3D produit par Penthouse USA)
- 2013 : Laly's Angels 2 de Laly (film en 3D produit par Penthouse USA)
- 2013 : Les Perversions de Laly by Laly (Paru chez Marc Dorcel)
- 2014 : 69 Seconds Chrono de Laly et Tristan Seagal
- 2014 : Black Widow de Laly et Tristan Seagal
- 2014 : The X-Perience de Laly et Tristan Seagal
- 2014 : Ride Hard de Laly et Tristan Seagal
- 2015 : 48H avec Laly de Laly et Tristan Seagal
- 2016 : Le Maître de jeu de Laly et Tristan Seagal (parution - JM Elite)

### Réalisatrice
- 2010 : Laly's Angels
- 2012 : Secrets of Laly
- 2013 : Real Sex Stories
- 2013 :  My Hungarian Girlfriend
- 2013 : Laly's Angels 2
- 2013 : Les Perversions de Laly
- 2014 : 69 Seconds Chrono
- 2014 : Black Widow
- 2014 : The X-Perience
- 2014 : Ride Hard
- 2015 : 48H avec Laly
- 2016 : Cléa Libertine
- 2016 : Le Maître de Jeu

## Télévision
- 2007 : Secret Story 1 (téléréalité) - TF1
- 2009 : Tellement Vrai : de la police aux films X (documentaire) - NRJ 12
- 2009 : LCI - Laly est invitée aux côtés de Laurent Leyne
- 2009 - 2010: Plateau de Jean Marc Morandini sur Direct 8
- 2010 : PIF-PAF sur Paris Première
- 2013 : Saga : Laly, de Secret Story à Las Vegas (documentaire) - NRJ 12[6]

## Musique
- DJ Sexy - 1er show à la Nuba Discothèque (Dancharia - Pays basque)
- LALY DJ - Shows dans plusieurs clubs en France
- 2011 - LALY DJ - Show au Voyeur, à Los Angeles.

## Single
- 2007 - French Kiss feat Bootyfull
- 2012 - You & I feat. Kaïka - Produit par Laly, DJ Benjamin Franklin et Mickael Winter. Sortie chez Scorpio Music France et Koto Records Poland.